# Rex am Ring

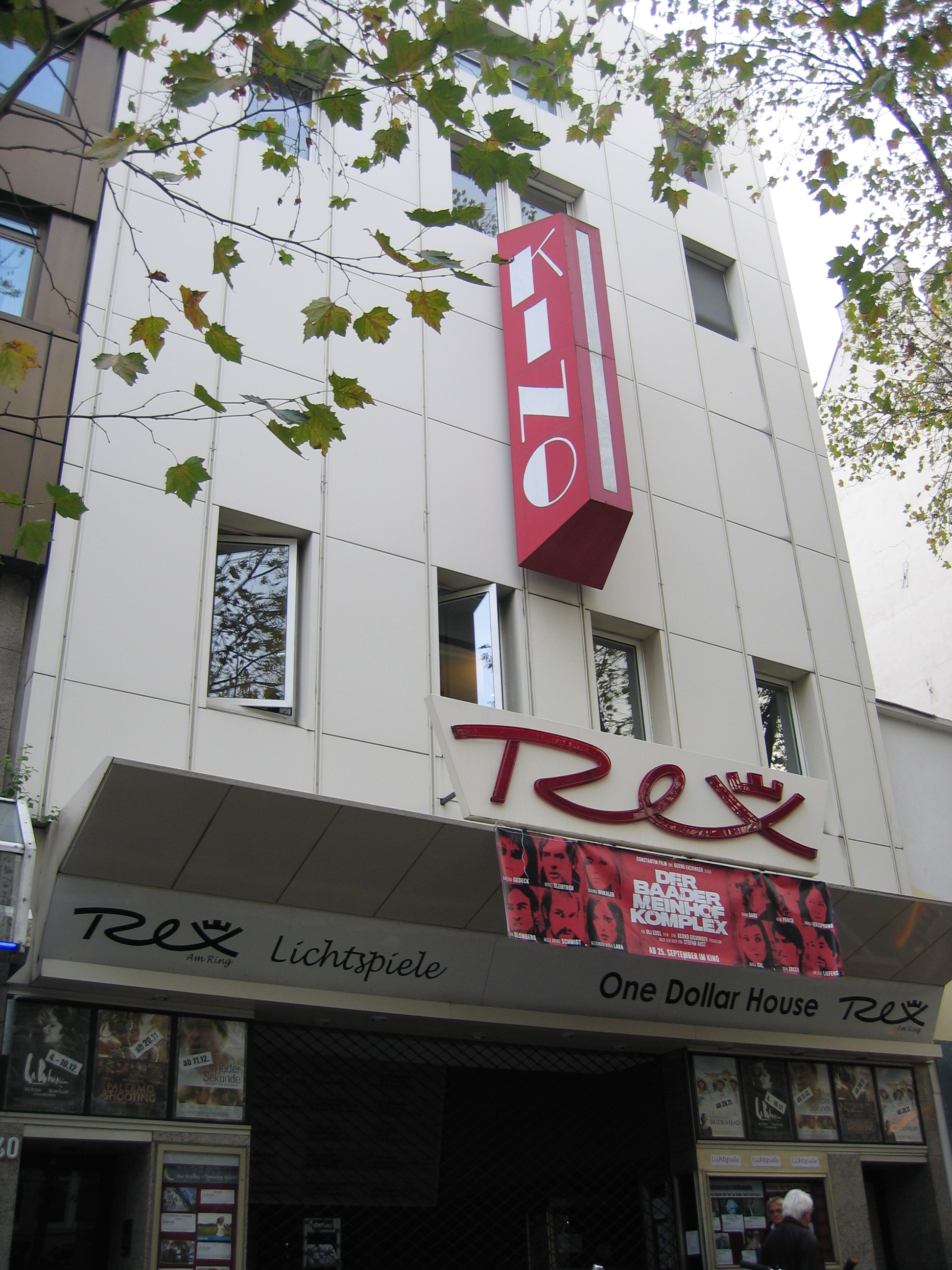
Rex am Ring

Das Rex am Ring, kurz Rex, in Köln liegt am Hohenzollernring 60 und ist eines der ältesten deutschen Kinos. Es wird betrieben von der Rex Lichtspieltheater GmbH.

## Geschichte
Das Kino ist nach dem 1919 eröffneten Odeon das zweitälteste Kino Kölns und wurde am 20. Mai 1928 am Friesenplatz unter dem Namen Lichtspiele des Westens als letzter großer Neubau der Stummfilmzeit eröffnet. Es verfügte als einziges Kino in Köln über eine Kinoorgel, mit der zu den Filmen Geräusche wie Meeresrauschen, Pferdegetrampel und Klingeln erzeugt werden konnten.
Die erste Aufführung des Kinos war eine Operettenverfilmung. 1929 liefen hier die ersten Tonfilme. Nach dem Zweiten Weltkrieg eröffnete das Kino am 1. August 1951, Herbert Strate übernahm das Kino 1953. Am 29. Dezember 1955 fand hier die Uraufführung des Kinofilms Ich denke oft an Piroschka statt. Strate baute das Rex ab 1974 zum Schachtelkino um.

## Gegenwart
Im August 2000 kaufte Catherine Laakmann, die Betreiberin des Metropolis-Kinos am Kölner Ebertplatz, das Gebäude einschließlich des mit 833 Plätzen ausgestatteten Kinos, ließ neue Sitze einbauen, neue Teppichböden verlegen und die Lüftungsanlage renovieren. Das Rex ist heute mit mehr als 1,77 Millionen Besuchern das erfolgreichste sogenannte One-Dollar-Kino Deutschlands. Daneben zeigt das Kino seit September 2008 unter dem Motto „Lichtspiele“ anspruchsvolle Filme mit den Schwerpunkten Arthouse und deutscher Film. Nach einer dreijährigen Umbaupause, verzögert durch einen Wasserschaden und Bauauflagen, wurde das Rex am Ring am 17. August 2017 wiedereröffnet.